# Autoboot (Schiffstyp)

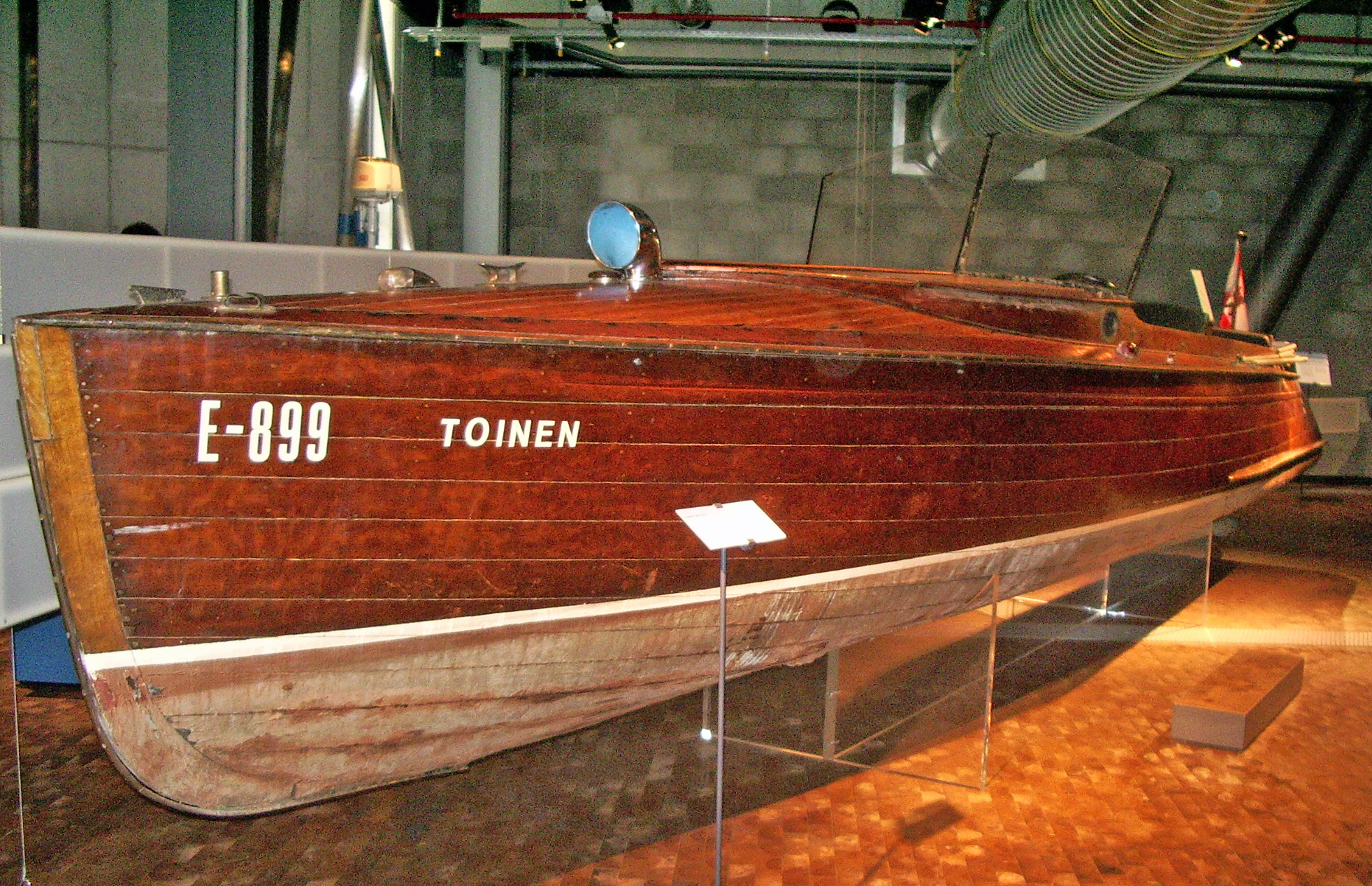
Das Autoboot „Toinen“ aus dem Jahr 1934 (6-Zylinder Reihenmotor mit 2473 cm³ u. 43 kW (58 PS)) ist im Deutschen Technikmuseum Berlin ausgestellt.

Das Autoboot ist ein bestimmter Typ von Motorboot. Die Bezeichnung leitet sich vom Erscheinungsbild ab: Autoboote verfügen ähnlich einem PKW über eine Windschutzscheibe, bequeme Sitze oder eine Sitzbank sowie ein Armaturenbrett und ein Lenkrad zum Steuern des Bootes. Autoboote sind generell offen. Manche Autoboote können jedoch mit einer Kuchenbude ähnlich einem Cabrioverdeck geschlossen werden. Eine Abwandlung des Autobootes mit einer geschlossenen Kajüte für den Bootsführer und seine Passagiere nennt sich, ebenfalls in Anlehnung an den Kraftfahrzeugbau, „Limousine“. Letztere sind nicht zu verwechseln mit sogenannten „Reiselimousinen“, welche in der Regel Mittelkajütboote sind und einen eigenen Schiffstyp darstellen.